# Queste (Symbol)

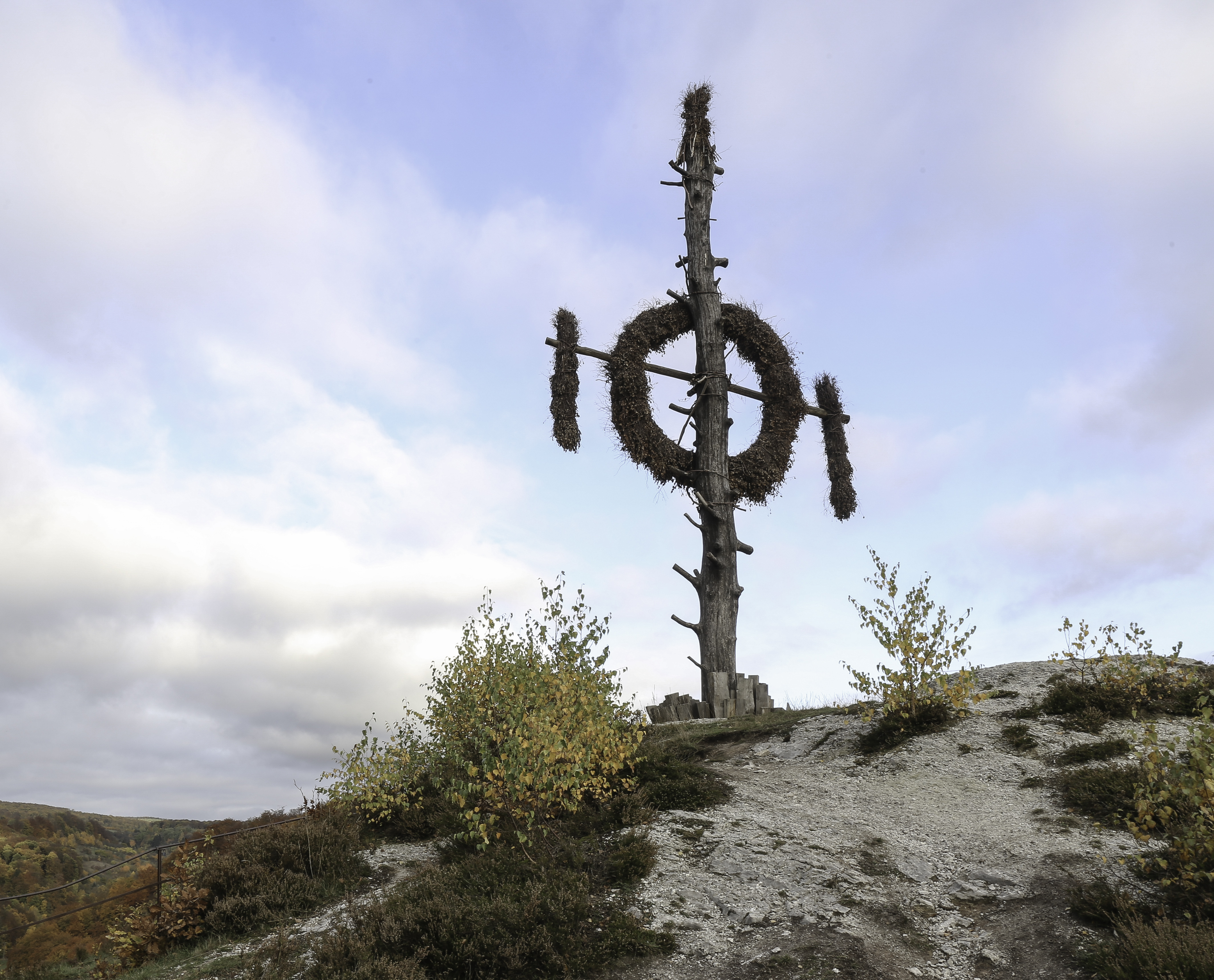
Die Queste auf einer Felssteilwand westlich von Questenberg

Die Queste ist ein Symbol ungeklärter Geschichte und Bedeutung. Sie besteht aus einem etwa zehn Meter hohen Baumstamm, an dem ein riesiger Kranz aus Reisig befestigt ist. An den Enden eines Kreuzes werden ebenfalls Reisigbündel befestigt, die sogenannten Quasten.
Die seit der Zeit des Nationalsozialismus verbreitete Interpretation, die Queste stelle möglicherweise eine Variante der germanischen Irminsul (Irmensäule) dar, ist nicht belegt. Mit höherer historischer Wahrscheinlichkeit könnte sie auch auf wendische (slawische) Traditionen zurückgehen. Diese Forschungsergebnisse von Fritz Reinboth vermögen zu erklären, warum das Questensymbol nicht viel weiter verbreitet ist, was der Fall sein müsste, wenn es auf germanische Ursprünge zurückginge.

## Die Queste im Harz
Der Brauch der Errichtung eines Questenbaums existiert bis heute in Questenberg, einem Dorf im Südharz (Sachsen-Anhalt). Dort werden an jedem Pfingstmontag um 3 Uhr alle Dorfbewohner geweckt, um gemeinsam beim Sonnenaufgang den alten Kranz auf der Queste (⊙), die schützend und segnend auf einer das Dorf überragenden Felssteilwand steht, abzunehmen. Das alte Reisig wird verbrannt und am Nachmittag der Kranz und die Quasten aus frischem Birken- und Buchengrün erneuert. Die Queste ist als Nr. 212 in das System der Stempelstellen der Harzer Wandernadel einbezogen.